# Piasa
El piasa es una criatura ficticia inventada en el siglo XIX y hecha pasar por una supuesta criatura legendaria propia de la mitología de los nativos norteamericanos, especialmente en el estado de Illinois y la región alrededor del río Misisipi.

## Leyenda
Se trata de un ser alado que se presenta una vez al año para recolectar su alimento y así mantenerse hasta el año siguiente.
Según cuenta la leyenda, el piasa es una criatura mitad hombre mitad dragón, que se alimenta de niños y personas que no han recibido el bautismo correctamente o simplemente no han sido bautizados.
Podemos encontrar referencias de "El Piasa" en el siguiente extracto de una canción popular:

Por las noches vuela raudo
tras el porche de tu casa
busca a un buen monseñor
o eres comida del Piasa